# Mistrzostwa Europy w Lekkoatletyce 1982 – trójskok mężczyzn
Trójskok mężczyzn był jedną z konkurencji rozgrywanych podczas XIII mistrzostw Europy w Atenach. Rozegrano od razu finał 10 września 1982 roku. Zwycięzcą tej konkurencji został reprezentant Wielkiej Brytanii Keith Connor. W rywalizacji wzięło udział dwudnastu zawodników z ośmiu reprezentacji.

## Rekordy
| Rekord świata     | João Carlos de Oliveira (BRA) | 17,89 | Meksyk, Meksyk           | 15.10.1975 |
| Rekord Europy     | Keith Connor (GBR)            | 17,57 | Provo, Stany Zjednoczone | 05.06.1982 |
| Rekord mistrzostw | Wiktor Saniejew (SUN)         | 17,23 | Rzym, Włochy             | 08.09.1974 |

## Wyniki

### Finał
| Poz. | Zawodnik              | Reprezentacja   | Próby | Próby | Próby | Próby | Próby | Próby | Wynik | Uwagi |
| Poz. | Zawodnik              | Reprezentacja   | 1     | 2     | 3     | 4     | 5     | 6     | Wynik | Uwagi |
| ---- | --------------------- | --------------- | ----- | ----- | ----- | ----- | ----- | ----- | ----- | ----- |
| 01 ! | Keith Connor          | Wielka Brytania | 17,26 | 16,97 | x     | x     | 17,29 | x     | 17,29 | CR    |
| 02 ! | Wasilij Griszczenkow  | ZSRR            | 16,91 | 17,15 | 17,01 | 16,71 | 16,85 | 16,09 | 17,15 |       |
| 03 ! | Béla Bakosi           | Węgry           | 16,92 | 17,04 | 16,50 | x     | 16,50 | x     | 17,04 |       |
| 4.   | Hienadzij Walukiewicz | ZSRR            | x     | 16,48 | x     | 16,95 | 16,89 | 16,89 | 16,95 |       |
| 5.   | Aleksandr Bieskrowny  | ZSRR            | 16,51 | x     | x     | 16,82 | x     | 16,71 | 16,82 |       |
| 6.   | Bedros Bedrosian      | Rumunia         | x     | x     | 16,46 | 16,29 | x     | x     | 16,46 |       |
| 7.   | Markku Rokala         | Finlandia       | 16,32 | 16,07 | x     | 16,05 | 15,99 | x     | 16,32 |       |
| 8.   | Roberto Mazzucato     | Włochy          | 16,13 | 15,95 | 16,07 | 15,67 | 15,53 | 15,42 | 16,13 |       |
| 9.   | Dario Badinelli       | Włochy          |       |       |       |       |       |       | 16,05 |       |
| 10.  | Janoš Hegediš         | Jugosławia      |       |       |       |       |       |       | 16,03 |       |
| 11.  | Johan Brink           | Szwecja         |       |       |       |       |       |       | 15,95 |       |
| 12.  | John Herbert          | Wielka Brytania |       |       |       |       |       |       | 15,92 |       |
| –    | Dimitrios Michas      | Grecja          |       |       |       |       |       |       | DNS   |       |